# پیترزبرگ (ایندیانا)
پیترزبرگ، ایندیانا (به انگلیسی: Petersburg, Indiana) یک شهر در ایالات متحده آمریکا با جمعیت ۲٬۳۸۳ نفر است که در ایندیانا واقع شده‌است.

## موقعیت جغرافیایی
موقعیت جغرافیایی شهرها و مناطق اطراف به شرح زیر است: